# Vilhelm Henrik Harbou
Vilhelm (Wilhelm) Henrik Harbou (13. januar 1771 – 11. marts 1845) var en dansk hofembedsmand.

## Karriere
Han var søn af generalmajor Andreas Harbou og Frederica født Walter og blev seks år gammel først indskrevet til søkadet 1777, men blev tolv år gammel landkadet 1783, fændrik ved faderens regiment (Aarhusiske, 1. jyske) i en alder af fjorten 1785, sekondløjtnant som attenårig 1789 og premierløjtnant 1796.
Et halvt år senere forlod Harbou Armeen for at blive kammerjunker hos Arveprins Frederik og samtidig kavaler hos arveprinsens søn, den tiårige prins Christian Frederik (Christian VIII). I 1801 blev han kaptajn ved Nordsjællandske Landeværnsregiment indtil april 1806, da arveprinsen døde og han fik udbetalt 3.000 rigsdaler "til ekvipering". Samme efterår blev han hofmester hos den afdøde arveprins' døtre, prinsesserne Juliane Sophie og Louise Charlotte. 
Da begge prinsesserne var blevet gift, blev Harbou i 1812 ansat som kæmmerer ved prins Christian Frederiks hofstat (ifølge rangforordningen: 2. klasse, nr. 4), hvorefter han efter sin afgang blev tituleret gehejmeetatsråd.
Da Prins Christian var rejst til Norge og havde ladet sig udråbe til regent i Norge, blev Harbou herhjemme og blev "guvernør" for den femårige prins Frederik Carl Christian (Frederik VII). Da prins Christian vendte tilbage fra Norge, fik Harbou sin gamle stilling tilbage.

## Kontakter med Guldalderens personer
Harbous centrale placering ved hoffet bragte ham logisk nok i berøring med betydelige personer, og selv opsøgte han også mange kunstnere og digtere i guldalderperioden, blandt andre Jens Baggesen, Steen Steensen Blicher og Bertel Thorvaldsen. Blicher tilegnede i 1807 Harbou den første del af sin oversættelse af Ossian, og da han nogle år senere besluttede sig til "at overlade sig til sin Bestemmelse", digtekunsten, sendte han Harbou ("sin anden Fader") et brev med en prøve på sine evner som digter. Baggesen sendte ham i 1817 en ode "til Tak for en Pris Tobak".
Også søofficeren Peter Willemoes var knyttet til Harbous kreds.

## Landbruger og fabrikant
Harbou havde imidlertid et højt forbrug - ikke kun til sig selv, men også til slægtninge og støtte til kunstnere, og derfor indlod han sig på forskellige landøkonomiske og industrielle foretagender. I 1816 købte han Sandholm, et par bøndergårde og nogle skovparceller i nærheden, samt en olie- og kornmølle ved Usserød. Endvidere ejede og drev han et lysestøberi og sæbesyderi i Kongens Lyngby og en gård i Adelgade, hvor der var anlagt et kattuntrykkeri.
Alle disse foretagender mislykkedes dog komplet for Harbou, så i 1822 måtte han opgive sit bo. Blandt hans kreditorer var også en del fyrstelige personer. Det tog prins Christian (VIII) ham ilde op, men prinsesse Charlottes mand, landgrev Vilhelm af Hessen-Kassel bevarede sit venskab med ham også efter hans fallit. Harbou måtte fratræde sine embeder ved hoffet og døde den 11. marts 1845 efter i tyve år at have ført et meget tilbagetrukket liv i Gammel Haderslev Sogn.
Han havde ikke være gift, men han havde en plejesøn, som til hans store sorg døde allerede 1834 efter længere tids sygdom.